# Čínské turistické atrakce kategorie AAAAA
Čínské turistické atrakce kategorie AAAAA (5A) jsou nejdůležitějšími a nejlépe udržovanými turistickými atrakcemi v Čínské lidové republice, a to vzhledem k nejvyšší úrovni v kategoriích hodnocení používaných čínským ministerstvem kultury a cestovního ruchu. V roce 2018 bylo v kategorii 5A zapsáno 248 turistických atrakcí.

## Historie kategorizace
Původ systému hodnocení turistických atrakcí vychází z kritérií, která byla poprvé stanovena v roce 1999 Čínskou národní správou cestovního ruchu (předchůdce současného ministerstva kultury a cestovního ruchu) a revidována v roce 2004. Tato kritéria zahrnují faktory kvality a řízení, jako je snadnost dopravních spojení, bezpečnost na místě, čistota atd. a také berou v úvahu jedinečnost jednotlivých pamětihodnosti. Turistické atrakce byly zatříděny podle kritérií na původní stupnici od A do AAAA, přičemž kategorie AAAAA nebo 5A byla přidána později jako nejvyšší hodnocení. V roce 2007 byla certifikována první sada 66 turistických atrakcí hodnocených jako AAAAA. Tato první sada zahrnovala mnoho z nejznámějších historických ikonických památek v Číně, a to včetně Zakázaného města a Letního paláce. V únoru 2017 byla přidána další skupina atrakcí včetně 20 nových 5A-atrakcí. Ve výjimečných případech bylo několik míst vyřazeno z nejvyšší kategorie 5A, a to kvůli neuspokojivém hodnocení od dosavadních návštěvníků.

## Seznam atrakcí 5A

### An-chuej
| Název                       | Prefektura  | Datum zařazení do 5A | Popis | Obrázek |
| --------------------------- | ----------- | -------------------- | --- | ------- |
| Žluté hory                  | Chuang-šan  | 2007                 | Pohoří typické pro ostré skalní masivy vystupující z mlhy a borovici chuangšanskou. Pohořím protéká řeka Jang-c’-ťiang. |         |
| Ťiou-chua-šan               | Čch’-čou    | 2007                 | Jedna ze čtyř posvátných buddhistických hor. Nachází se zde několik buddhistických chrámů.                              |         |
| Tchien-ču-šan               | An-čching   | 2011                 | Hora se specifickými vrcholy, skálami, izolovanými jeskyněmi a kaňony.                                                  |         |
| vesnice Si-ti a Chung-cchun | Chuang-šan  | 2011                 | Dochovalé starobylé vesnice postavené za dynastie Sung.                                                                 |         |
| vrchol Tchien-tchang-čaj    | Lu-an       | 2012                 | Druhý nejvyšší vrchol pohoří Ta-pie-šan. Nachází se zde přes 1000 druhů živočichů a rostlin.                            |         |
| vesnice Lung-čchuan         | Süan-čcheng | 2012                 | |         |
| řeka Pa-li                  | Fu-jang     | 2013                 | |         |
| Kulturní oblast Chuej-čou   | Chuang-šan  | 2014                 | |         |
| San-chejské staré město     | Che-fej     | 2015                 | V okolí města se v rámci povstání tchaj-pchingů roku 1858 odehrála Bitva u San-che.                                     |         |
| Fantawild Adventure Wuhu    | Wu-chu      | 2016                 | Rozlohou největší zábavní park v kontinentální Číně.                                                                    |         |
| jezero Wan-fo               | Lu-an       | 2016                 | |         |

### Če-ťiang
| Název                              | Prefektura | Datum zařazení do 5A | Popis | Obrázek |
| ---------------------------------- | ---------- | -------------------- | --- | ------- |
| Západní jezero                     | Chang-čou  | 2007                 | Sladkovodní jezero s chrámy, pagodami a zahradami. Nachází se zde hrobka a památník čínského generála Jüe Feje.                                                                            |         |
| Severní Jen-tang                   | Wen-čou    | 2007                 | Severní část pobřežního pohoří Jen-tang, od své jižní části ji dělí řeka Ou-ťiang. Nachází se zde nejvyšší bod pohoří. Jižní část pohoří je zařazena do památek kategorie AAAA.            |         |
| Pchu-tchuo-šan                     | Čou-šan    | 2007                 | Jedna ze čtyř posvátných buddhistických hor v Číně. Je zasvěcena bódhisattvě Kuan-jin. |         |
| jezero Čchien-tao                  | Chang-čou  | 2010                 | Sladkovodní přehradní nádrž na řece Čchien-tchang. Vznikla zatopením zdejšího údolí pro účely stavby přehrady Sin-an. Její název doslova znamená „jezero Tisíci ostrovů“.                  |         |
| Si-kchou a Tcheng-tchou            | Ning-po    | 2010                 | Dvojice starobylých vesnic u města Ning-po. Ve vesnici Si-kchou se narodil čínský generalissimo Čankajšek.                                                                                 |         |
| Wu-čen                             | Ťia-sing   | 2010                 | Historická část města Tong-siang. Díky své síti kanálů se jí také přezdívá „Benátky Východu“.                                                                                              |         |
| Hengdian World Studios             | Ťin-chua   | 2010                 | Jedna z největších filmových studií na světě. |         |
| Jižní jezero                       | Ťia-sing   | 2011                 | Jedno ze třech jezer na jižním břehu dolního toku Jang-c'-ťang. Během prvního sjezdu KSČ zde byla na lodi představena stranická agenda a jezero se tak považuje za místo vzniku čínské KS. |         |
| NP mokřad Si-si                    | Chang-čou  | 2012                 | Národní park s více než 4000 let historie a biodiverzitou s více než 300 druhy. |         |
| Rodné místo Lu Süna                | Šao-sing   | 2012                 | Rodný dům a sousedství spisovatele Lu Süna. |         |
| kulturní oblast Ken-kong           | Čchü-čou   | 2013                 | |         |
| Nan-sunské staré město             | Chu-čou    | 2015                 | Podobně jako Wu-čenu nese místo přezdívku „Benátky Východu“. |         |
| Tchien-tchaj-šan                   | Tchaj-čou  | 2015                 | Podle legendy místo vzniklo ze hřbetu obrovské želvy, které usekla Nüwa nohy. Nejvyšší bod má výšku 1 138 m n. m.                                                                          |         |
| Šen-sian-ťu                        | Tchaj-čou  | 2015                 | Geologická oblast spadající pod město Tchaj-čou. |         |
| Si-tchang                          | Ťia-sing   | 2017                 | Historická čtvrť, též jedno z míst nesoucí označení „Benátky Východu“. |         |
| Ťang-lang-šan a Nien-pa-tu         | Čchü-čou   | 2017                 | Hora a historická usedlost poblíž města Ťang-šan. |         |
| Pavilon Tchien-ji a Měsíční jezero | Ning-po    | 2018                 | Pavilon z období Ming a přehrada. |         |
| Sian-tu                            | Li-šuej    | 2019                 | Soubor geologických útvarů u města Ťin-jun. |         |

### Peking
| Název                                         | Prefektura | Datum zařazení do 5A | Popis | Obrázek |
| --------------------------------------------- | ---------- | -------------------- | --- | ------- |
| Zakázané město                                | Peking     | 2007                 | Císařský palácový komplex z období Ming nacházející se v centru metropole. Původně izolované a přísně střežené sídlo císaře dnes funguje jako muzejní komplex (故宫博物院, Palácové muzeum).                                |         |
| Chrám nebes                                   | Peking     | 2007                 | Komplex taoistických chrámů vzniklý během 15. století. Společně se Zakázaným městem se jedná o nejnavštěvovanější turistickou lokalitu v Pekingu.                                                                           |         |
| Letní palác                                   | Peking     | 2007                 | Letní sídlo čínské císařské rodiny z období dynastie Čching stojící na jezeře Kchun-ming. Letohrádek roku 1860 vyhořel, obnoven byl roku 1888.                                                                              |         |
| Velká čínská zeď v Pa-ta-lingu a Mu-tchien-jü | Peking     | 2007                 | Asi 4kilometrové nejnavštěvovanější úseky Velké čínské zdi spadající pod Peking. Během mezinárodních delegací jsou často navštěvovány státníky, například roku 1972 Richardem Nixonem.                                      |         |
| Mingské hrobky                                | Peking     | 2011                 | Soubor 13 nekropolí, ve kterých jsou pochováni císaři dynastie Ming. Prvním zde pohřbeným císařem se stal Jung-le, ostatní císaři jej pak následovali kvůli principu feng-šuej.                                             |         |
| Palác prince Kunga                            | Peking     | 2012                 | Komplex paláců a zahrad vystavěn roku 1777. Původně sloužil čchingskému úředníkovi Che-šenovi, v roce 1851 jej ale daroval panovník Sien-feng svému bratrovi Kungovi, po kterém je komplex pojmenován.                      |         |
| Olympijský park v Pekingu                     | Peking     | 2012                 | Olympijský sportovní komplex vystavěn pro účely LOH v Pekingu pořádané roku 2008. Park byl přestavěn a znovu využit pro ZOH 2022.                                                                                           |         |
| Starý letní palác                             | Peking     | 2019                 | Bývalý palácový komplex se zahradami v obvodu Chaj-tien. Během mírových jednání druhé opiové války byl palác zplundrován britskou armádou a některé relikty, ukradené během útoku, se dnes nachází v různých muzeích světa. |         |

### Šan-tung
| Název                                                  | Prefektura | Datum zařazení do 5A | Popis | Obrázek |
| ------------------------------------------------------ | ---------- | -------------------- | --- | ------- |
| pavilón Pcheng-laj                                     | Jen-tchaj  | 2007                 | Pagoda ležící u dělicí linie Pochajského a Žlutého moře. Údajně zde sídlilo legendárních Osm nesmrtelných. |         |
| Konfuciův chrám a hrob a sídlo rodiny Kchung v Čchü-fu | Ťi-ning    | 2007                 | Areál ležící v Konfuciově domovském městě Čchü-fu, sestávající z Konfuciova chrámu, pohřebiště, kde je pohřben samotný Konfucius s jeho potomky a sídlo rodiny Kchung, tedy Konfuciova přímého potomstva.                                                                                              |         |
| Tchaj-šan                                              | Tchaj-an   | 2007                 | Jedna z pěti posvátných hor taoismu a zároveň nejvyšší hora provincie. Nejvyšším bodem je Vrchol Nefritového císaře s kótou 1 545 m n. m. |         |
| hora Lao                                               | Čching-tao | 2011                 | Žulová hora spojena s taoismem, někdy je též označována za „kolébku taoismu“. Nachází se zde několik chrámů nebo například vodopád Lung-tchan. |         |
| hora Nan-šan                                           | Jen-tchaj  | 2011                 | |         |
| ostrov Liou-kung                                       | Wej-chaj   | 2011                 | Malý ostrov s námořnickým významem na severovýchod od přístavního města Wej-chaj. Historicky zde vznikalo čínské loďstvo, které zde utrpělo drtivou porážku během první čínsko-japonské války a ostrov postupně přešel do japonských a britských rukou, než byl roku 1949 znovu dobyt lidovou armádou. |         |
| starobylé město Tchaj-er-čuang                         | Cao-čuang  | 2013                 | |         |
| prameny Pao-tchu                                       | Ťi-nan     | 2013                 | Areál s více než 70 krasovými artéskými prameny. Mimo pramenů se zde nachází i několik architektonických staveb, například Zahrada deseti tisíc bambusů se 186 budovami a dalšími prvky. |         |
| hora I-meng                                            | Lin-i      | 2014                 | |         |
| Chua-sia-čcheng                                        | Wej-chaj   | 2017                 | Bývalá těžební oblast rekultivována v turistickou atrakci. |         |
| starobylé město Čching-čou                             | Wej-fang   | 2017                 | Historické jádro města Čching-čou. |         |

### Šanghaj
| Název                                | Prefektura | Datum zařazení do 5A | Popis | Obrázek |
| ------------------------------------ | ---------- | -------------------- | --- | ------- |
| Oriental Pearl Tower                 | Pchu-tung  | 2007                 | Televizní věž v Šanghaji, během let 1994-2007 nejvyšší budova Číny. Střecha dosahuje výšky 350 metrů, anténa potom 468 m. |         |
| Šanghajský park divokých zvířat      | Pchu-tung  | 2007                 | |         |
| Šanghajské muzeum vědy a technologie | Pchu-tung  | 2010                 | Technický park vytvořen za účelem popularizace vědy. Jedná se o jedno z nejnavštěvovanějších muzeí Číny.                  |         |

### Tibet
| Název                  | Prefektura            | Datum zařazení do 5A | Popis | Obrázek |
| ---------------------- | --------------------- | -------------------- | --- | ------- |
| Klášter Tašilhünpo     | Žikace                | 2017                 | Byl založen v roce 1447, je historickým a kulturně důležitým klášterem, který je tradičním sídlem Pančhelamy. Klášter se nachází na kopci v centru města. Jméno kláštera v tibetštině znamená "zde se shromáždilo všechno štěstí a blahobyt" |         |
| Klášter Tsozong Gongba | Ňingthri (prefektura) | 2017                 | Malý klášter tibetského buddhismu byl založen v roce 1400 na tradici školy Ňingmapa, nachází se na ostrově Tashi uprostřed jezera Pagsum v horách Nyenchen Tanglha. |         |
| Džókhang               | Lhasa                 | 2013                 | Nachází se v Lhase na náměstí Barghor, nejstarší část svatyně byla postavena v roce 652 za panování Songcäna Gampa. Tibeťané považují tuto svatyni za nejsvětější a nejdůležitější v Tibetu. Chrám je v současné době provozován školou Gelugpa, ale akceptuje věřící ze všech škol buddhismu. |         |
| Palác Potála           | Lhasa                 | 2013                 | Výstavba paláce Potalá začala v roce 1645 za 5. dalajlámy Ngawanga Lozanga Gjamccho a palác byl palác residencí dalajlámů až do doby, kdy roku 1959 utekl 14. dalajláma Tändzin Gjamccho do Indie během tibetského povstání. Palác tvoří 13patrová budova, které obsahují více než 1000 místností, 10 000 svatyň a přibližně 20 000 soch, které mají celkem 117 m (384 stop) a jsou na vrcholu hory Marpo Ri, tzv. Červené hory, která se tyčí do výšky 300 m (980 stop) nad údolím. |         |

## Vyřazování z kategorie 5A
Některá turistická místa z kategorie 5A, které určila čínská národní správa cestovního ruchu (v roce 2018 se sloučila s ministerstvem kultury a cestovního ruchu), ztratila svou akreditaci z důvodu nespokojenosti dosavadních návštěvníků. Prvním turistickým místem, které bylo vyřazeno z kategorie 5A, byl Průsmyk Šan-chaj v provincii Che-pej. Další vlna snížení kategorizace nastala v roce 2016 vyřazením ostrova Ťü-c’-čou v provincii Chu-nan a soutěsky Šen-lung v provincii Čchung-čching, a to za „bezpečnostní obavy, předražování, špatné řízení v oblasti životního prostředí a špatnou údržbu zařízení, jakož i za špatné služby, které byly způsobeny hlavně nedostatkem zaměstnanců."